# Пограничный (Забайкальский край)
Пограни́чный — посёлок в Приаргунском районе Забайкальского края России. Административный центр сельского поселения «Пограничнинское».

## История
В 1966 году Указом Президиума Верховного Совета РСФСР посёлок центральной усадьбы Пограничного совхоза переименован в Пограничный.

## Население
| 1989 | 2002 | 2010 | 2021 |
| ---- | ---- | ---- | ---- |
| 1149 | ↘774 | ↘552 | ↘470 |

## Улицы
| - ул. Кочура, - ул. Губина, - ул. Луговая, | - ул. Новая, - ул. Советская, - ул. Спортивная, | - ул. Степная, - ул. Школьная, - ул. Юбилейная. |

## Экономика
Основа экономики — сельское хозяйство. В советское время в посёлке располагалась центральная усадьба Пограничного совхоза.

## Известные уроженцы
- Алтанаева, Прасковья Ивановна (1903—1978) — передовик советского сельского хозяйства, чабан, Герой Социалистического Труда.